# Віктор Токаї
Віктор Токаї (угор. Tokaji Viktor; народився 11 січня 1977 у м. Дунауйварош, Угорщина) — угорський хокеїст, захисник. 
Вихованець хокейної школи ХК «Дунауйварош». Виступав за ХК «Дунауйварош», ХК «Гуддінге», «Альба Волан» (Секешфехервар), «Фехервар» і МАК (Будапешт).
У складі національної збірної Угорщини учасник чемпіонатів світу 1995 (група С1), 1997 (дивізіон II), 1999 (дивізіон I), 2000 (група С), 2001 (дивізіон I), 2002 (дивізіон I), 2003 (дивізіон I), 2004 (дивізіон I), 2006 (дивізіон I), 2007 (дивізіон I), 2008 (дивізіон I), 2009, 2010 (дивізіон I), 2011 (дивізіон I) і 2012 (Д1А). У складі молодіжної збірної Угорщини учасник чемпіонату світу 1995 (група C1). У складі юніорської збірної Угорщини учасник чемпіонатів Європи 1993 (група B), 1994 (група B) і 1995 (група B).
Чемпіон Угорщини (1996, 1998, 2000, 2002, 2008, 2009, 2010, 2011, 2012), срібний призер (1997, 1999, 2001, 2003, 2004, 2005). Срібний призер чемпіонату Франції (2008, 2009).